# 347017 Pui-Hin
347017 Pui-Hin este o planetă minoră (asteroid) din centura de asteroizi. A fost descoperită pe 16 februarie 2010 la Haleakalā Observatory⁠(d) de . 
Obiectul prezintă o orbită caracterizată de o semiaxă mare de 2,5468426934261 UAi, o excentricitate de 0,12182719405274, o înclinație de 5,0433620533853 ° în raport cu ecliptica.